# Lexingtonia dolabelloides
Lexingtonia dolabelloides е вид мида от семейство Unionidae. Видът е застрашен от изчезване.

## Разпространение
Видът е ендемичен за река Тенеси в САЩ.